# Casa di Nazareth (Pescia)
La Casa di Nazareth, già convento di San Francesco di Paola, è un complesso sacro di Pescia, in provincia di Pistoia. 

## Storia
Dove oggi si trova il convento, sorgeva l'antico castello di Bareglia, menzionato per la prima volta nel XI secolo, che fu una roccaforte dei Cadolingi fino al 1113, quando divenne possedimento dei vescovi di Lucca. Durante l'assedio del 1281, il castello fu distrutto e ricostruito dai fiorentini dopo il 1339. Nel castello, era presente una chiesa intitolata a Sant'Andrea, di cui rimangono le rovine. Nel 1674, sulle vestigia del castello, fu eretto il convento dei Minimi di san Francesco di Paola. In luogo dell'antica chiesa castellana, i Minimi eressero un nuovo edificio sacro intitolato a Santa Maria degli Orfani. Tra il 1702 al 1708 fu promosso un completo rinnovo della struttura, su progetto dell'architetto pesciatino Giovanni Antonio Tani. A seguito delle soppressioni degli ordini religiosi operate dal granduca Pietro Leopoldo di Lorena, il convento fu adibito a sede del seminario vescovile, fino al 1821. Divenuto convento dei Padri Somaschi, dal 1981 ospita la comunità dell'Opera famiglia di Nazareth.

## Descrizione

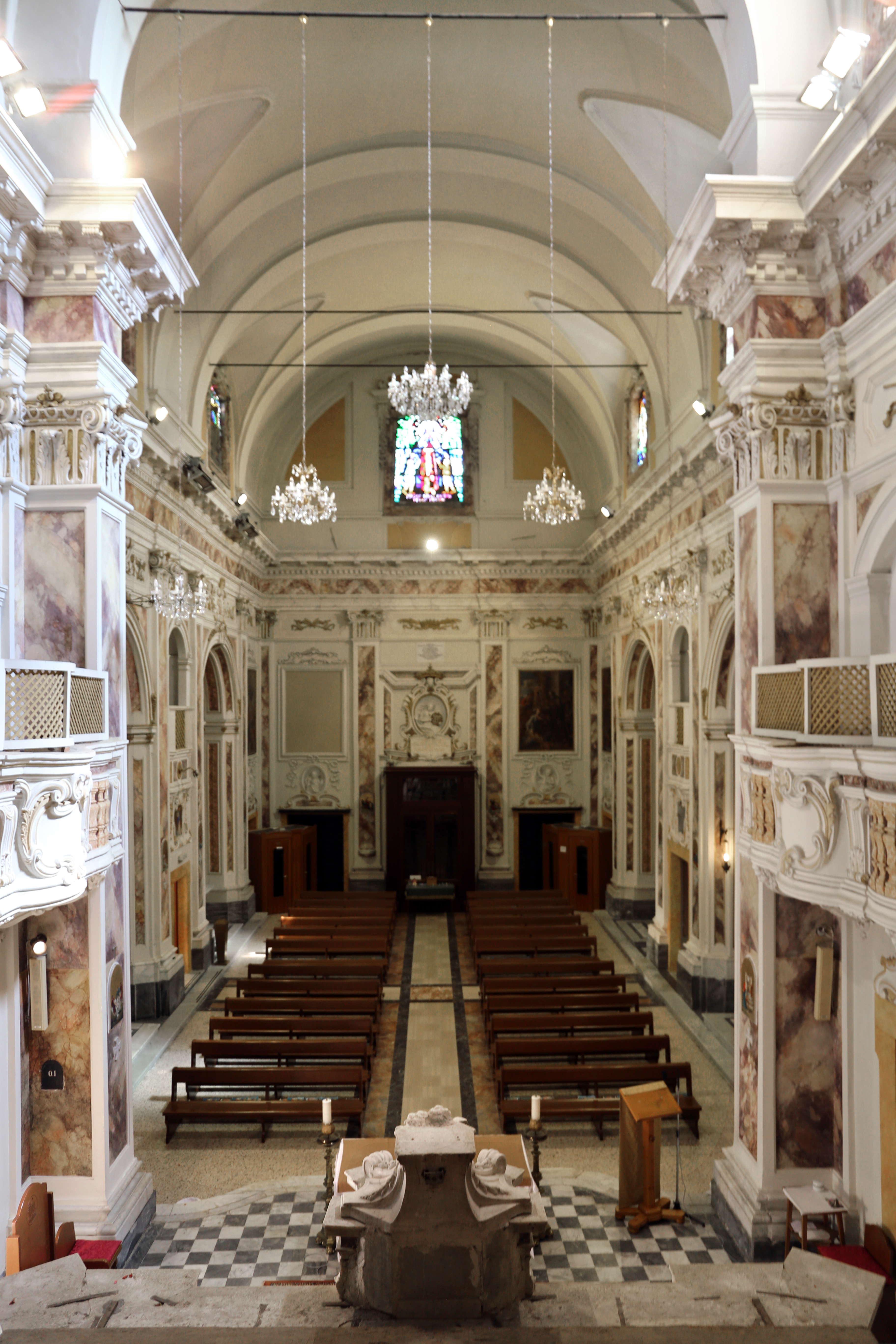
Interno della chiesa

La chiesa si trova in posizione dominante, preceduta da una lunga scalinata e da un portico, con lunette affrescate con le storie della vita di San Francesco di Paola. All'interno si trovano alcuni stucchi settecenteschi e tele coeve, come quelle di Benedetto Orsi (Madonna e santi), di Innocenzo Ansaldi (Morte di sant'Andrea Avellino), ecc.
Lavori di ammodernamento si ebbero anche negli anni cinquanta del Novecento, quando fu rifatto il coro e vennero create le vetrate, che sostituirono quelle andate distrutte durante la guerra.
Nella parte posteriore del convento è possibile osservare i resti delle strutture difensive che si uniscono alle mura della città.